# Cultura do Mali

## Instituições culturais
Um dos pilares culturais é a Biblioteca Nacional do Mali, que tem um centro de documentação e arquivos históricos da época colonial e pré-colonial do Mali.

## Letras
Mali pertence ao campo da literatura francófona como Senegal e outros países africanos francófonos sensíveis às letras. Um de seus maiores expoentes é Amadou Hampaté Bâ, que se preocupou por retratar as fontes históricas tradicionais, fincando pé na figura dos griôs que representam a persistência da mitologia e a simbologia local, como em L'Éclat/ da grande étoile (1974). Outros nomes importantes em literatura são Massa Makan Diabaté, poeta que também ressaltou os cantos populares antigos pré-coloniais em Se lhe feu s'éteignait (1969), além de escrever uma trilogia de novelas sobre um só personagem feminino: Lhe cycle de Kouta, 1979-1982, e Saïdou Bokoum, com seus trabalhos vinculados ao impacto colonial.Também existe os griôs que são pessoas que transmitem oralmente histórias de seu povo para que o passado não seja esquecido.

## Música

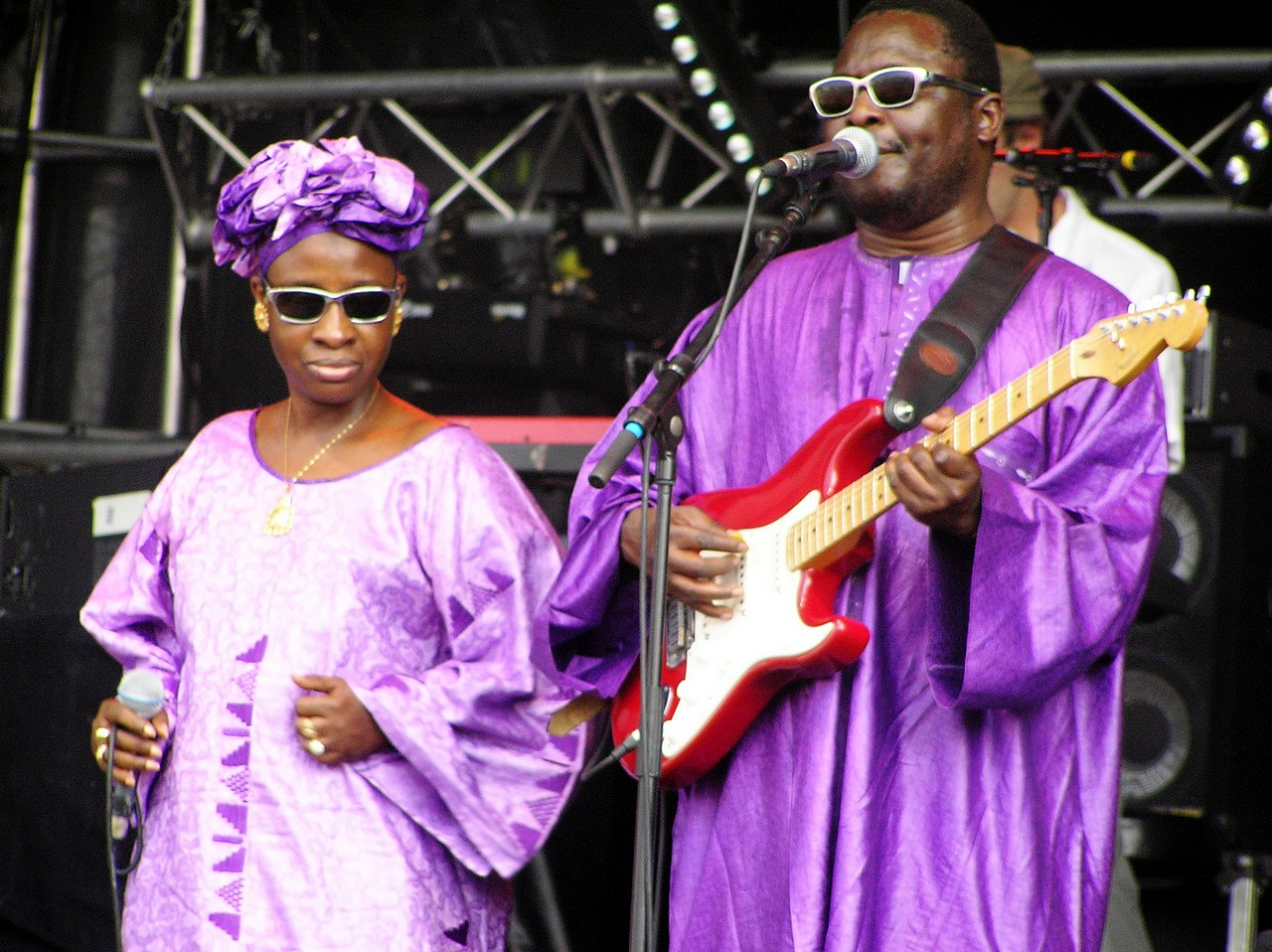
Amadou & Mariam dupla musical maliana, são conhecidos internacionalmente por combinar sua música e influências internacionais.

A música também tem expoentes reconhecidos em nível mundial, como Salif Keita, músico guitarrista que combina sons tradicionais com ritmos pop e rock, ressaltando sempre as identidades *malienses. Outro representante ainda mais famoso é o guitarrista Alí Farka Touré, que conseguiu integrar não só a música e os instrumentos tradicionais malienses como o balafón (instrumento de percussão feito de cascas de abóboras) se não também os ritmos locais com a música de jazz. Dois de seus trabalhos mais reconhecidos são The Source (1992) e *Talking Timbuktu (1994), ambos em conjunto com o músico norte-americano Ry Cooder. Há quem diga que o Mali é o berço do Blues. È impossível também deixar de falar em Mamadou Diabate e sua música mágica.

## Cinema
Uma das expressões mais destacadas depois da literatura é o cinema. Apesar da precariedade de produção, Mali conta com dois realizadores reconhecidos internacionalmente: Cheik Oumar Sissoko e Soulemayne Cissé.

## Arquitetura

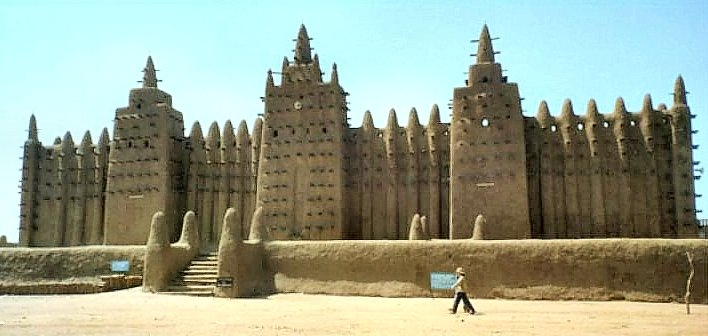
A Grande Mesquita de Djenné.

A arquitetura do Mali é historicamente relacionada com a arquitetura sudano-saheliana nativa da África Ocidental, com o adobe como principal material. Destaques são os prédios de Tombuctu, como a Universidade de Sancoré, e a Grande Mesquita de Djenné, maior prédio em adobe do mundo.